# Cry (singel Kelly Clarkson)
Cry – ballada pop-rockowa stworzona przez Jasona Halberta i Marka Townsenda dla Kelly Clarkson na jej czwarty album studyjny All I Ever Wanted (2009). Utwór został wydany jedynie w Austrii i Niemczech.
Na potrzeby serialu Glee Lea Michele nagrała cover i 1 maja 2012 roku wydała go na singlu.

## Lista utworów singla
- „Cry” – 3:34[4]

## Historia i wydanie
Kelly Clarkson chciała wydać utwór „Cry” jako trzeci singel z albumu All I Ever Wanted, jednak wytwórnia RCA Records zdecydowała, że zostanie nim ballada „Already Gone”. „Cry” wydano jako singel 12 marca 2010 w formacie digital download w Niemczech oraz w systemie airplay w Austrii, 15 marca 2010. Piosenka była jedną z najczęściej odtwarzanych w tamtejszych stacjach radiowych w ciągu tygodnia od jej premiery.

## Odbiór singla
Piosenka otrzymała pozytywne recenzje krytyków muzycznych. Jonathan Keefe z Slant Magazine stwierdził, że „korzystanie z elektronicznego wzmocnienia wokalu na albumie jest dużą odpowiedzialnością: pozbawia to naturalnego ciepła w głosie jakie słyszymy w „Cry” czyniąc głos zdystansowanym i metalicznym jak np. w ‘If I Can’t Have You’”. Mike Ragogna z The Huffington Post dał pozytywną recenzję utworowi pisząc: „Wokal Kelly Clarkson w każdej balladzie, zwłaszcza w ‘Cry’ (która miała nosić tytuł „Is It Over Yet?”) rozwiewa wszelkie porównania do jej młodszych koleżanek, takich jak gwiazdki Disneya (sorry Miley)”. Ann Powers z Los Angeles Times powiedziała, że na albumie All I Ever Wanted znajduje się kilka wyciskaczy łez w starym stylu, które Clarkson wychodzą bardzo dobrze, na przykład „Cry”.